# Burnt Orange Martini

## Hozzávalók
Narancsos vodka, White creme de cacao, Grand Marnier és Hubertus.

## Elkészítés
3,5 cl narancsos vodkát, 3 cl White creme de cacaot, 1,5 cl Grand Mariert és 1-2 csepp Hubertust sékerbe, kevés jégre töltünk, kissé összerázzuk, majd egy "Y" pohárba szűrjük. Díszítésként egy vékonyra vágott, kisebb narancskarikát úsztatunk a tetején, amit előtte alufólián, lapos serpenyőbe helyezve addig grillezünk, amíg "ropogós" barna nem lesz.